# Justizvollzugsanstalt Schwerte

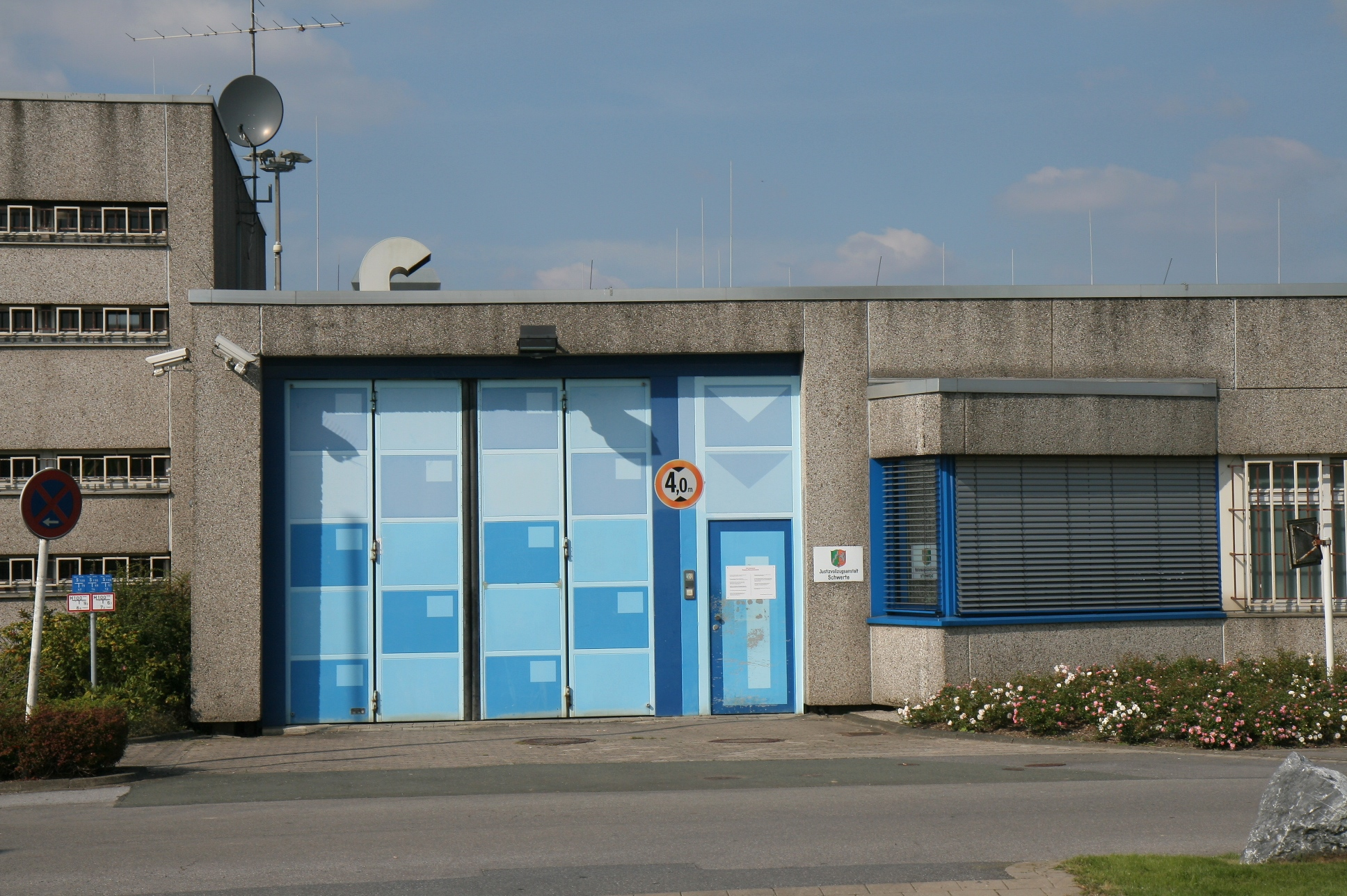
Pforte

Die Justizvollzugsanstalt Schwerte ist eine Justizvollzugsanstalt (JVA) im Schwerter Stadtteil Ergste.

## Geschichte
Die Anstalt wurde 1971 nach drei Jahren Bauzeit fertiggestellt. Bei einem 2004 begonnenen Erweiterungs- und Umbau entstanden bisher sechs neue Abteilungen mit 82 zusätzlichen Haftplätzen, acht Werkhallen und eine Sporthalle. Ferner ist eine sozialtherapeutische Abteilung mit 15 Plätzen vorhanden.

## Zuständigkeit
Die JVA Schwerte ist zuständig für erwachsene Männer im geschlossenen Vollzug. Freiheitsstrafen von drei Monaten bis einschließlich zwei Jahren werden im Erst- und im Regelvollzug vollstreckt. Entsprechend dem Ergebnis des Einweisungsverfahrens verbüßen Gefangene in Schwerte auch längere Freiheitsstrafen. 15 Plätze in der Sozialtherapie stehen zur Verfügung.
Die Zuständigkeiten der Justizvollzugsanstalten in Nordrhein-Westfalen sind im Vollstreckungsplan des Landes NRW geregelt (AV d. JM v. 16. September 2003 – 4431 – IV B. 28 -).